# ملاس أرجواني داكن
ملاس أرجواني داكن (الاسم العلمي: Leotia atropurpurea) هو نوع من الفطريات يتبع جنس فطر الملاس من الفصيلة الملاسية